# Aïssata Tall Sall

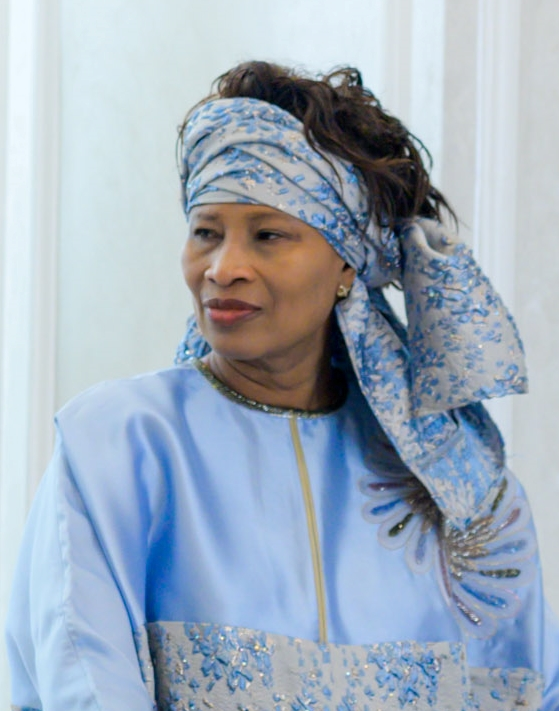
Aïssata Tall Sall (2022)

Aïssata Tall Sall (* 12. Dezember 1957 in Podor) ist eine senegalesische Rechtsanwältin und Politikerin. Im März 2024 war sie für wenige Wochen Justizministerin ihres Landes in dem kurzlebigen Kabinett Kaba, zuvor war sie Außenministerin.

## Leben

### Frühes Leben und Ausbildung
Tall ist 1957 in Podor geboren und stammt aus einer konservativen Marabout-Familie. Sie ist die Älteste von neun Töchtern und zwei Söhnen und zog nach der Grundschule für ihre Ausbildung nach Dakar. Sie studierte Jura an der Universität von Dakar und als die Anwaltskammer sie nicht aufnehmen wollte, zog sie mit dreißig anderen jungen Anwälten vor das Berufungsgericht und gewann. Sie wurde 1982 in die senegalesische Anwaltskammer aufgenommen.

### Karriere
Tall spezialisierte sich auf Wirtschaftsrecht, bevor sie sich in der Politik engagierte. Von 2000 bis 2012 war sie Anwältin in einer Reihe von politischen Prozessen gegen das Wade-Regime, sie vertrat auch die ivorischen Generäle Lassana Palenfo und Ibrahim Coulibaly, den ehemaligen mauritischen Präsidenten Mohamed Ould Haidalla, den ehemaligen togoischen Premierminister Agbéyomé Kodjo und den malischen Interimspräsidenten Dioncounda Traoré. Während des Prozesses gegen Palenfo und Coulibaly trat der Filmemacher Abderrahmane Sissako an sie heran und sie porträtierte sich selbst in dem Film Das Weltgericht von Bamako aus dem Jahr 2006, in dem es um einen Fall gegen den IWF und die Weltbank geht.
Tall diente von 1998 bis 2000 als Ministerin für Kommunikation in der Regierung von Abdou Diouf. Im April 2009 wurde sie zur Bürgermeisterin von Podor gewählt und im Juni 2014 wiedergewählt. Sie war auch Mitglied der Nationalversammlung in der Koalition Benno Bokk Yaakaar („Vereint in der gleichen Hoffnung“).
Tall ist Mitglied der Parti Socialiste, der Sozialistischen Partei des Senegal. Im Juni 2014 trat sie bei einer parteiinternen Wahl zum Generalsekretär gegen Ousmane Tanor Dieng an. Der Wahlkampf wurde jedoch vom Präsidenten des Nationalen Lenkungs- und Bewertungskomitees und Bürgermeister von Dakar, Khalifa Sall, mit der Begründung beendet, dass die Einheit und der Zusammenhalt gefährdet seien, so dass Tanor ohne Gegenkandidaten wiedergewählt wurde. 2018 verließ sie kurzzeitig die Partei, um ihre eigene Bewegung „Oser l'avenir“ (Die Zukunft wagen) zu gründen, erhielt aber nicht genügend Unterschriften, um an den Wahlen teilzunehmen.
Tall unterstützte Macky Sall bei den Präsidentschaftswahlen im Februar 2019 mit den Worten, es sei „im Interesse Salls“ und wurde kurz darauf zur „Sondergesandten“ des Präsidenten ernannt. Am 1. November 2020 wurde sie zur Außenministerin im Kabinett Sall IV ernannt, die erste Frau in dieser Funktion. Bei der Zeremonie zur Übernahme des Amtes von ihrem Vorgänger Amadou Ba stellte sie einen Fahrplan vor, der sich auf den Kampf gegen die „illegale Auswanderung“ und die Idee konzentriert, dass Erfolg nur anderswo möglich ist. Sie blieb auch Außenministerin im Nachfolgekabinett Ba I und wechselte in den Kabinetten Ba II und Kaba auf die Position der „Siegelbewahrerin, Justizministerin“.
Tall hat gesagt, dass es ihr Wunsch sei, das erste weibliche Staatsoberhaupt im frankophonen Afrika zu sein.

## Persönliches
Tall ist mit Issa Sall, einem Richter, verheiratet. Sie spricht Französisch und Pular.